# Sokoke
El Sokoke es una raza de gato. 

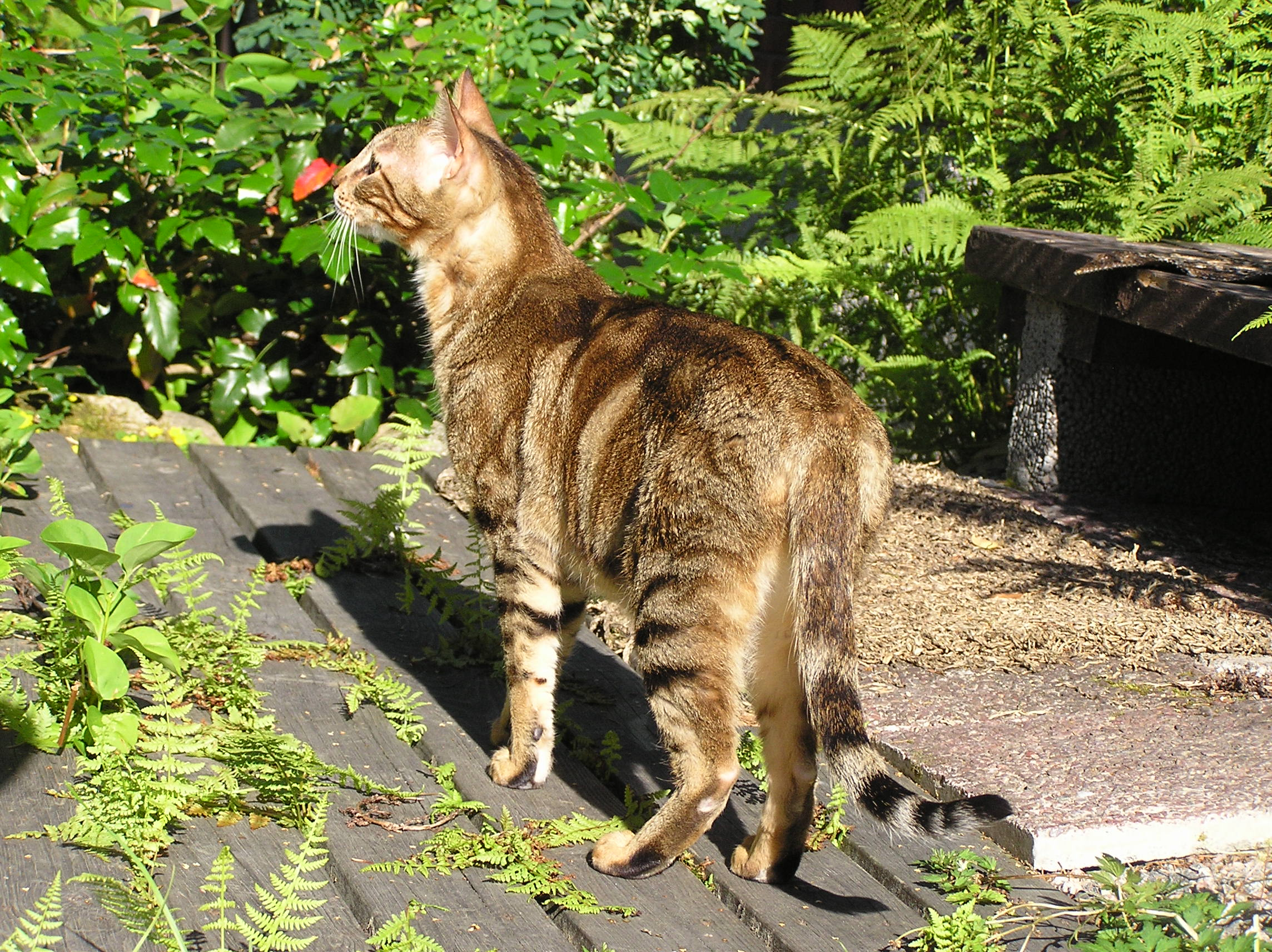
El Sokoke.

El gato Sokoke vino a Europa desde los bosques africanos lluviosos en el siglo XX. Enérgico y atlético, el Sokoke todavía posee características que lo aproximan de sus primos felinos, y está virtualmente extinto en su estado salvaje.
Esta raza preserva genes únicos entre las razas de gatos tradicionales, pero sigue siendo un misterio ya que puede pertenecer a un gen desconocido o resultar del cruce  de un gato africano salvaje con un gato europeo doméstico. Algunos científicos piensan que el Sokoke puede ser el eslabón perdido que explica la emergencia del padrón clásico atigrado (tabby) de la mayoría de los gatos domésticos.

## Historia
El gato Sokoke es originario del bosque lluvioso Sokoke -Arabuke en Kenia- una de las últimas áreas de bosque lluvioso en el este de África. Según la información local, estos gatos han vivido en ese lugar durante muchos años. En 1978 un granjero keniano encontró a una prole de crías en una plantación de cocoteros. Los reconoció como raros debido a su pelaje atigrado y su constitución distinta. 
En 1984, una mujer danesa importó un par de Sokoke en su país y encontró que, contra viento y marea, los gatos se adaptaron al clima europeo más frío. En 1993, la casta se aceptó oficialmente. Aun así, el número de Sokoke en Europa y América es reducido.

## Características
El Sokoke es un gato de tamaño moderado y con largas patas además de un denso pelaje. Ellos maduran muy despacio, sólo alcanzan la madurez sexual a la edad de 1,5 a 2 años.
El cuerpo es elegante y muy muscular. 
Las piernas traseras del gato Sokoke un poco superiores que las piernas delanteras (como visto en muchos felinos salvajes, por ejemplo la Chita). 
La cabeza del Sokoke parece pequeña comparada con el cuerpo. La cima de la cabeza entre las orejas es casi plana y tiene la misma anchura como la base de una oreja, con los huesos de la mejilla bien marcados, altos, angulares. La barbilla fuerte y bien definida. Las orejas medianas siempre están en una posición escuchando. 
Los ojos son color almendra, oblicuos. 
El pelaje es brillante y corto, color ámbar. La cola de gato de raza Sokoke es larga y delgada con anillos oscuros anchos. 

## Carácter o temperamento
El Sokoke parece una pequeña chita y presenta las características de los gatos salvajes, pero el Sokoke crea lazos fuertes con su amo, siempre preservando su independencia. No es una raza agresiva y solo utiliza sus dientes y sus garras si se siente amenazado. Delante del peligro, sus muslos se ponen tensos y el gato se prepara para una retirada rápida.
El Sokoke es un gato enérgico y una mascota divertida, como ya referimos, le gusta mantener su independencia pero disfruta mucho de la compañía de humanos. Es una raza temperamental y orgullosa, que se revela muy sensible al humor de su dueño. Es un gato inteligente y seguro de sí mismo. Es bastante hablador y comunica muy bien utilizando la voz y el lenguaje corporal. Tiene los sentidos de la visión, de la audición y del olfato muy desarrollados. Es un gato juguetón y puede ser tan interactivo como un perro.
Los gatos Sokoke son originarios del bosque y necesitan mucho espacio para moverse. El Sokoke es una raza que no será feliz en un apartamento pequeño, a menos que pueda jugar en un balcón amplio y bien-asegurado. Un patio cercado es el lugar ideal para esa raza.
El Sokoke necesitan espacios amplios, un patio o un jardín es lo ideal, recordemos que esta raza proviene de los bosques. Les agrada jugar con el agua.

En tiempos pasados, los Sokoke eran un de los elementos de la dieta de la tribu Giriama. El nombre Giriama para Sokoke es "Katzonzo," que significa: "parece un latido de árbol."

## Fuente
Extraído de Wikifaunia, bajo la licencia GNU, compatible con Wikipedia
- Datos: Q2075066
- Multimedia: Sokoke cat / Q2075066